# Kramgoa låtar 17
Kramgoa låtar 17 utkom 1989 och är ett studioalbum av det svenska dansbandet Vikingarna.

## Låtlista
1. Speleman
2. En vissnad blomma
3. Melodien
4. Jag ville bara krama dej
5. Mest av allt
6. Sista natten med gänget
7. Sitter i regnet
8. Spinnrocken
9. Tre röda rosor
10. Vill du och kan du så får du
11. Piccolissima Serenata
12. Lev som du lär
13. Innan tåget ska gå
14. Gran Canaria
15. Vikingablod

## Listplaceringar
| Lista (1989) | Topplacering |
| ------------ | ------------ |
| Sverige      | 11           |